# ديدييه مارتن
ديدييه مارتن (بالفرنسية: Didier Martin) هو سياسي فرنسي، ولد في 20 أغسطس 1956 في كليشي في فرنسا. حزبياً، نشط في الجمهورية إلى الأمام!. وقد انتخب نائب فرنسي عن دائرة Côte-d'Or's 1st constituency ‏ وقد انضم خلال فترته النيابية ‏ (21 يونيو 2017 – )  للكتلة البرلمانية تكتل الجمهورية على الدرب ‏.